# When the Wind Blows (filmzene)
A When the Wind Blows című film zenéje 1986. május 16-án jelent meg. Az albumon Waters mellett közreműködik David Bowie, Hugh Cornwell, a Genesis, Paul Hardcastle és a Sgueeze.

## Dallista
Az összes dalt Roger Waters szerezte, kivéve ahol ezt jelöltük.
1. When the Wind Blows (David Bowie/Erdal Kizilcay) – 3:35
  - Előadja David Bowie.
2. Facts and Figures (Edgar Sampson) – 4:19
  - Előadja Hugh Cornwell
3. The Brazilian (Tony Banks, Phil Collins, Mike Rutherford) – 4:51
  - Előadja a Genesis.
4. What Have They Done? (Chris Difford/Glenn Tilbrook) – 3:39
  - Előadja a Squeeze.
5. The Shuffle (Paul Hardcastle) – 4:16
  - Előadja Paul Hardcastle.
6. The Russian Missile – 0:10
7. Towers of Faith – 7:00
8. Hilda's Dream – 1:36
9. The American Bomber – 0:07
10. The Anderson Shelter – 1:13
11. The British Submarine – 0:14
12. The Attack – 2:53
13. The Fall Out – 2:04
14. Hilda's Hair – 4:20
15. Folded Flags – 4:51

## Közreműködők

### The Bleeding Heart Band
- Roger Waters: basszusgitár, akusztikus gitár, ének a "Towers Of Faith" and "Folded Flags" c. számokban
- Jay Stapley: gitár
- Snowy White: gitár
- John Gordon: basszusgitár
- Matt Irving: billentyűsök, orgona
- Nick Glennie-Smith: zongora, orgona
- John Linwood: programozás
- Freddie Krc: dob, ütőhangszerek
- Mel Collins: szaxofon
- Clare Torry: háttérének a Towers of Faith c. számban
- Paul Carrack: billentyűsök és ének a Folded Flags c. számban